# (32759) 1981 EC28
1981 EC28 (asteroide 32759) é um asteroide da cintura principal. Possui uma excentricidade de 0.15097660 e uma inclinação de 4.24080º.
Este asteroide foi descoberto no dia 2 de março de 1981 por Schelte J. Bus em Siding Spring.